# Ї
Ї, Її (ukr. ji) – litera alfabetu ukraińskiego oznaczająca dwugłoskę [ji], odpowiadająca więc dokładnie teoretycznemu dwuznakowi ЙІ, pochodząca od litery І. Jest kontynuacją analogicznej litery starocyrylickiej. Litera ta powstała przez umieszczenie nad literą І – zgodnie z grecką praktyką – dierezy dla zaznaczenia, że litera ta w pozycji po samogłosce powinna być wymówiona jako [i], a nie zredukowana do [j]. W języku ukraińskim w takim połączeniu nastąpiło przejście [i] w [ji] i takiego też znaczenia nabrał znak Ї.
Wymowa [ji] w pozycji po samogłosce jest powszechna w językach słowiańskich – por. polskie zbroi [zbrɔji]. Jednakże na piśmie opozycja I - JI (Ї) występuje wyłącznie w językach czeskim, słowackim i ukraińskim, natomiast języki polski, białoruski i rosyjski do oznaczenia obu dźwięków [i] i [ji] używają tego samego znaku I (И).
W starej (XIX-XX w.) pisowni zachodnioukraińskiej litera Ї mogła występować również po spółgłosce, zastępując wówczas teoretyczny dwuznak ЬІ i oznaczając i zmiękczające. W dialektach zachodnioukraińskich występowała wówczas bowiem fonetyczna różnica między i zmiękczającym (pochodzącym głównie z dawnych ě, e) a i niezmiękczającym (pochodzącym z dawnego o), które oznaczano literą І. Ponieważ na wschodzie Ukrainy opozycja ta wówczas już nie występowała, kompromisowa ortografia z 1928 r. wykluczyła takie zastosowanie litery Ї. Na skutek upowszechniania normy ogólnonarodowej, obecnie rozróżnienie to jest w zaniku również na Ukrainie Zachodniej.

## Kodowanie
| Znak                   | Ї                          | Ї                          | ї                        | ї                        |
| ---------------------- | -------------------------- | -------------------------- | ------------------------ | ------------------------ |
| Nazwa w Unikodzie      | Cyrillic Capital Letter Yi | Cyrillic Capital Letter Yi | Cyrillic Small Letter Yi | Cyrillic Small Letter Yi |
| Kodowanie              | dziesiątkowo               | szesnastkowo               | dziesiątkowo             | szesnastkowo             |
| Unicode                | 1031                       | U+0407                     | 1111                     | U+0457                   |
| UTF-8                  | 208 135                    | d0 87                      | 209 151                  | d1 97                    |
| Odwołania znakowe SGML | &#1031;                    | &#x0407;                   | &#1111;                  | &#x0457;                 |
| Macintosh Cyrillic     | 186                        | BA                         | 187                      | BB                       |
| ISO 8859-5             | 167                        | A7                         | 247                      | F7                       |
| Windows-1251           | 175                        | AF                         | 191                      | BF                       |
| Code page 866          | 244                        | F4                         | 245                      | F5                       |
| Code page 855          | 141                        | 8D                         | 140                      | 8C                       |
| KOI8-U                 | 183                        | B7                         | 167                      | A7                       |